# Schalihorn
Schalihorn – szczyt w Alpach Pennińskich, w masywie Obergabelhorn - Zinalrothorn. Leży w południowej Szwajcarii w kantonie Valais, blisko granicy z Włochami. Sąsiaduje z Zinalrothorn przez przełęcz Col de Moming (3777 m) i z Weisshorn przez przełęcz Schalijoch (3750 m). Szczyt można zdobyć ze schronisk Cabanne d'Ar Pitetta (2786 m), Weisshornhütte (2932 m), Schalijoch-Biwack (3780 m), Cabanne du Mountet (2886 m) lub Rothornhütte (3198 m). Góruje nad lodowcami Moming i Weisshorn.
Pierwszego wejścia dokonali T. Middlemore, J. Jaun i C. Lauerner 20 lipca 1873 r.